# Йора мала
Йора мала (Aegithina nigrolutea) — вид горобцеподібних птахів родини йорових (Aegithinidae).

## Поширення
Вид поширений у субтропічних і тропічних дощових лісах Південної Азії. Трапляється в Індії та Шрі-Ланці.

## Опис
Птах завдовжки 12-13 см. Вага — 10-14 г. Голова, груди, черево, стегна — жовтого забарвлення. Спина оливкова. Крила чорні з двома білими дзеркалами на криючих і махових перах. Хвіст теж чорний з білим кінчиком по центру.

## Спосіб життя
Мешкають у джуглях з густим підліском. Трапляються поодинці або парами. У шлюбний період самці територіальні. Свою територію позначають співом. Поживу шукають серед гілок та листя дерев і чагарників. Живляться комахами та дрібними безхребетнимим.

## Розмноження
Моногамний вид. Розмножується у червні-липні. У будівництві гнізда, висиджуванні яєць та вихованні пташенят беруть участь обидва партнери. Чашоподібне гніздо будується з трави серед гілок дерев. У гнізді 2-4 яйця. Інкубація триває два тижня. Пташенята стають самостійними через півтора місяця.